# Eccellenza Marche 2014-2015
Il campionato italiano di calcio di Eccellenza regionale 2014-2015 è il ventiquattresimo organizzato in Italia. Rappresenta il quinto livello del calcio italiano dopo la riforma del campionato di Lega Pro, poiché fino all'anno scorso era il sesto.

## Squadre partecipanti
| Club                          | Città                        | Stadio | Stagione 2013-2014 |
| ----------------------------- | ---------------------------- | ------ | ------------------ |
| Atletico Alma                 | Fano (PU)                    |        |                    |
| Atletico Gallo Colbordolo     | Gallo di Petriano (PU)       |        |                    |
| Biagio Nazzaro                | Chiaravalle (AN)             |        |                    |
| Corridonia                    | Corridonia (MC)              |        |                    |
| Folgore Falerone-Montegranaro | Falerone e Montegranaro (FM) |        |                    |
| Forsempronese                 | Fossombrone (PU)             |        |                    |
| Grottammare                   | Grottammare (AP)             |        |                    |
| Montegiorgio                  | Montegiorgio (FM)            |        |                    |
| Monticelli                    | Ascoli Piceno                |        |                    |
| Porto d'Ascoli                | Porto d'Ascoli (AP)          |        |                    |
| Portorecanati                 | Porto Recanati (MC)          |        |                    |
| Tolentino                     | Tolentino (MC)               |        |                    |
| Trodica                       | Trodica di Morrovalle (MC)   |        |                    |
| Urbania                       | Urbania (PU)                 |        |                    |
| Vigor Senigallia              | Senigallia (AN)              |        |                    |
| Vismara                       | Pesaro                       |        |                    |

## Aggiornamenti
Il campionato tornò a essere disputato da 16 squadre. Nessun club marchigiano era retrocesso dalla Serie D mentre dalla Promozione salirono 4 squadre tutte debuttanti: Atletico Gallo Colbordolo, Monticelli e Porto d'Ascoli conquistarono l'Eccellenza sul campo, l'Atletico Alma venne ripescato.
Il torneo, molto equilibrato e combattuto con vari cambiamenti nella testa della classifica tra le prime cinque classificate, fu deciso all'ultima giornata nello scontro diretto tra Tolentino e Folgore Falerone Montegranaro. Gli ospiti uscirono indenni e festeggiarono la vittoria del torneo oltre che una storica promozione in Serie D. I cremisi vennero inoltre beffati dal Monticelli che riuscì ad agguantare la seconda posizione, risultato che consentì alla formazione ascolana di ottenere il fattore campo e di risultato nei playoff che videro proprio il successo dei biancazzurri. Sconfitto nella finale nazionale, il Monticelli festeggiò lo storico salto di categoria grazie al ripescaggio estivo.
Il Portorecanati occupò stabilmente l'ultima posizione in classifica e retrocedette con largo anticipo. Cadde in Promozione anche l'Atletico Alma, beffato dalla Forsempronese ai playout che i rivali avevano agguantato all'ultima giornata, mentre la terza retrocessione toccò alla Vigor Senigallia, uscita sconfitta dallo scontro con il Trodica.

## Classifica finale
|  | Pos. | Squadra                   | Pt | G  | V  | N  | P  | GF | GS | DR  |
|  | ---- | ------------------------- | -- | -- | -- | -- | -- | -- | -- | --- |
|  | 1.   | Folgore Falerone M.       | 55 | 30 | 16 | 7  | 7  | 43 | 28 | +15 |
|  | 2.   | Tolentino                 | 53 | 30 | 14 | 11 | 5  | 44 | 28 | +16 |
|  | 3.   | Monticelli                | 53 | 30 | 15 | 8  | 7  | 32 | 16 | +16 |
|  | 4.   | Vismara                   | 51 | 30 | 13 | 12 | 5  | 36 | 26 | +10 |
|  | 5.   | Montegiorgio              | 49 | 30 | 13 | 10 | 7  | 34 | 25 | +9  |
|  | 6.   | Corridonia                | 43 | 30 | 10 | 13 | 7  | 22 | 13 | +9  |
|  | 7.   | Biagio Nazzaro            | 42 | 30 | 11 | 9  | 10 | 31 | 30 | +1  |
|  | 8.   | Atletico Gallo Colbordolo | 42 | 30 | 10 | 12 | 8  | 30 | 25 | +5  |
|  | 9.   | Porto d'Ascoli            | 41 | 30 | 11 | 9  | 10 | 28 | 27 | +1  |
|  | 10.  | Grottammare               | 39 | 30 | 8  | 15 | 7  | 26 | 26 | 0   |
|  | 11.  | Urbania                   | 35 | 30 | 8  | 11 | 11 | 29 | 32 | -3  |
|  | 12.  | Atletico Alma             | 34 | 30 | 9  | 7  | 14 | 22 | 36 | -14 |
|  | 13.  | Trodica                   | 32 | 30 | 6  | 14 | 10 | 27 | 30 | -3  |
|  | 14.  | Vigor Senigallia          | 31 | 30 | 8  | 7  | 15 | 23 | 32 | -9  |
|  | 15.  | Forsempronese             | 26 | 30 | 6  | 8  | 16 | 32 | 48 | -16 |
|  | 16.  | Portorecanati             | 15 | 30 | 4  | 3  | 23 | 25 | 62 | -37 |

Legenda:

      Promosso in Serie D 2015-2016.
      Ammesso ai play-off nazionali.
 Ai play-off o ai play-out.
 Retrocesso e poi riammesso.
      Retrocesso in Promozione 2015-2016.
Note:

Tre punti a vittoria, uno a pareggio, zero a sconfitta.

## Risultati

### Tabellone
| 2014-2015         | AtA  | AtG  | Bia  | Cor  | Fol  | For  | Gro  | Mte  | Mti  | PdA  | Ptr  | Tro  | Tol  | Urb  | Vig  | Vis  |
| ----------------- | ---- | ---- | ---- | ---- | ---- | ---- | ---- | ---- | ---- | ---- | ---- | ---- | ---- | ---- | ---- | ---- |
| Atl.Alma M.C.     | –––– | 1-0  | 0-2  | 1-0  | 1-1  | 1-0  | 1-1  | 3-2  | 1-0  | 0-0  | 0-1  | 1-0  | 1-1  | 1-1  | 2-1  | 0-0  |
| Atletico Gallo C. | 2-0  | –––– | 2-2  | 0-0  | 2-0  | 3-0  | 1-1  | 0-0  | 1-1  | 1-0  | 2-0  | 1-2  | 1-2  | 0-1  | 1-2  | 1-1  |
| Biagio Nazzaro    | 2-0  | 0-0  | –––– | 0-1  | 0-1  | 3-2  | 2-1  | 1-3  | 0-0  | 2-0  | 1-1  | 2-1  | 0-0  | 1-1  | 2-1  | 0-2  |
| Corridonia        | 2-0  | 2-0  | 2-1  | –––– | 3-0  | 1-1  | 0-0  | 0-0  | 1-1  | 0-0  | 1-0  | 0-0  | 0-0  | 1-0  | 1-0  | 1-1  |
| Folgore Falerone  | 3-1  | 1-1  | 1-0  | 1-1  | –––– | 4-1  | 1-2  | 1-0  | 1-0  | 2-0  | 4-1  | 1-0  | 2-1  | 0-0  | 3-1  | 0-1  |
| Forsempronese     | 0-1  | 0-0  | 2-3  | 1-0  | 1-3  | –––– | 0-1  | 1-1  | 0-1  | 1-0  | 3-0  | 1-1  | 1-2  | 1-1  | 0-1  | 1-1  |
| Grottammare       | 1-0  | 0-0  | 0-0  | 0-0  | 1-1  | 0-1  | –––– | 0-1  | 1-0  | 3-3  | 3-2  | 0-0  | 0-2  | 0-0  | 0-0  | 2-2  |
| Montegiorgio      | 3-2  | 0-1  | 0-0  | 1-0  | 1-1  | 2-0  | 2-0  | –––– | 1-0  | 0-0  | 1-1  | 0-0  | 1-2  | 0-3  | 0-0  | 2-3  |
| Monticelli        | 3-0  | 1-2  | 2-1  | 0-0  | 1-0  | 2-2  | 3-1  | 2-1  | –––– | 0-0  | 1-0  | 4-0  | 0-0  | 1-0  | 1-0  | 0-1  |
| Porto D'Ascoli    | 1-0  | 1-0  | 2-0  | 1-0  | 1-0  | 4-3  | 0-1  | 0-2  | 0-0  | –––– | 2-0  | 1-1  | 4-1  | 1-0  | 1-1  | 0-1  |
| Portorecanati     | 1-0  | 1-2  | 0-1  | 0-0  | 0-3  | 2-3  | 0-2  | 0-1  | 0-3  | 4-2  | –––– | 2-1  | 1-3  | 0-1  | 0-1  | 1-2  |
| Trodica           | 3-1  | 0-1  | 0-0  | 1-0  | 2-3  | 0-1  | 1-1  | 0-1  | 0-1  | 1-0  | 4-2  | –––– | 0-0  | 1-1  | 1-1  | 0-0  |
| Tolentino 1919    | 1-2  | 2-0  | 2-1  | 1-2  | 0-0  | 3-2  | 0-0  | 2-2  | 0-1  | 1-1  | 5-1  | 1-1  | –––– | 2-0  | 1-0  | 2-1  |
| Urbania           | 2-1  | 2-2  | 1-2  | 0-2  | 0-1  | 4-1  | 1-0  | 0-2  | 1-2  | 2-2  | 4-2  | 0-3  | 1-1  | –––– | 0-1  | 1-1  |
| Vigor Senigallia  | 2-0  | 1-2  | 0-1  | 1-0  | 0-1  | 0-1  | 1-1  | 1-2  | 0-1  | 0-1  | 3-1  | 3-2  | 1-2  | 0-0  | –––– | 0-0  |
| Vismara 2008      | 0-0  | 1-1  | 1-0  | 1-0  | 5-3  | 2-1  | 1-3  | 0-1  | 1-0  | 0-0  | 2-1  | 0-0  | 1-4  | 0-1  | 4-0  | –––– |

## Spareggi

### Play-off

#### Semifinali
| Squadra 1  | Risultato   | Squadra 2    |
| ---------- | ----------- | ------------ |
| Tolentino  | 1 - 0       | Vismara      |
| Monticelli | 2 - 2 (dts) | Montegiorgio |

| Tolentino 26 aprile 2015 | Tolentino | 1 – 0 | Vismara |  |

| Ascoli Piceno 26 aprile 2015 | Monticelli | 2 – 2 (d.t.s.) | Montegiorgio |  |

#### Finale
| Squadra 1  | Risultato | Squadra 2 |
| ---------- | --------- | --------- |
| Monticelli | 1 - 0     | Tolentino |

| Ascoli Piceno 3 maggio 2015 | Monticelli | 1 – 0 | Tolentino |  |

### Play-out
| Squadra 1     | Risultato | Squadra 2        |
| ------------- | --------- | ---------------- |
| Atletico Alma | 1 - 2     | Forsempronese    |
| Trodica       | 1 - 0     | Vigor Senigallia |

| Fano 3 maggio 2015 | Atletico Alma | 1 – 2 | Forsempronese |  |

| Trodica 3 maggio 2015 | Trodica | 1 – 0 | Vigor Senigallia |  |

## Verdetti finali
- Folgore Falerone Montegranaro promosso in Serie D 2015-2016.
- Monticelli ripescato in Serie D 2015-2016.
- Vigor Senigallia ripescata in Eccellenza Marche 2015-2016 a completamento dell'organico.
- Atletico Alma e Portorecanati Calcio retrocessi in Promozione 2015-2016.
- Vismara non iscritto alla stagione successiva.